# Aurora (trein)
De Aurora was een binnenlandse Italiaanse TEE-trein voor de verbinding Rome - Reggio Calabria. De Aurora is vernoemd naar de Romeinse godin van de dageraad Aurora.

## Trans Europ Express
De Aurora werd op 26 mei 1974, toen er genoeg Gran conforto-rijtuigen waren afgeleverd, in het TEE-net opgenomen. De Aurora vertrok bij de dageraad uit Rome en vertrok rond half vier 's middags voor de terugrit uit Reggio di Calabria.
In 1975 is de Aurora opgeheven wegens tegenvallende passagiers aantallen ten zuiden van Napels.

### Rollend materieel
De treindienst werd meteen gestart met elektrische tractie met getrokken rijtuigen.

#### Tractie
Als locomotieven is de serie E 444 van de FS ingezet.

#### Rijtuigen
Als rijtuigen werd de vervolgserie van de Gran Conforto rijtuigen van FIAT ingezet. Deze hadden in tegenstelling tot de eerste, internationale, serie geen generatorrijtuig om de stroom om te vormen voor het boordnet, maar konden binnen Italië rechtstreeks gevoed worden via de locomotief.

### Route en dienstregeling
| TEE 89 | land   | station                 | km  | TEE 88 |
| ------ | ------ | ----------------------- | --- | ------ |
| 07:20  | Italië | Roma Termini            | 0   | 22:05  |
| 08:54  | Italië | Napoli Mergellina       | 209 | 20:21  |
| 09:04  | Italië | Napoli Piazza Garibaldi | 214 | 20:11  |
|        | Italië | Salerno                 | 268 |        |
|        | Italië | Maratea                 | 407 |        |
|        | Italië | Lamezia Terme           | 546 |        |
|        | Italië | Gioia Tauro             | 638 |        |
|        | Italië | Villa San Giovanni      | 675 |        |
|        | Italië | Reggio Lido             | 682 |        |
| 13:55  | Italië | Reggio Calabria         | 684 | 15:25  |

## CityNightLine
CityNightLine heeft de naam Aurora tussen 2007 en 2014 hergebruikt voor haar treindienst tussen Basel SBB en Kopenhagen.